# Lista över kommuner i departementet Yvelines

Departementet Yvelines läge i Frankrike.

Detta är en lista över de 262 kommunerna i departementet Yvelines i Frankrike.

(CAMY) Communauté d'agglomération de Mantes en Yvelines, skapad 2000.

(CAS) Communauté d'agglomération de Saint-Quentin-en-Yvelines, skapad 2004.

| INSEE-kod | Postnummer | Kommun                       |
| --------- | ---------- | ---------------------------- |
| 78003     | 78660      | Ablis                        |
| 78005     | 78260      | Achères                      |
| 78006     | 78113      | Adainville                   |
| 78007     | 78240      | Aigremont                    |
| 78009     | 78660      | Allainville                  |
| 78010     | 78580      | Les Alluets-le-Roi           |
| 78013     | 78770      | Andelu                       |
| 78015     | 78570      | Andrésy                      |
| 78020     | 78790      | Arnouville-lès-Mantes        |
| 78029     | 78410      | Aubergenville                |
| 78030     | 78610      | Auffargis                    |
| 78031     | 78930      | Auffreville-Brasseuil        |
| 78033     | 78126      | Aulnay-sur-Mauldre           |
| 78034     | 78770      | Auteuil                      |
| 78036     | 78770      | Autouillet                   |
| 78043     | 78870      | Bailly                       |
| 78048     | 78550      | Bazainville                  |
| 78049     | 78580      | Bazemont                     |
| 78050     | 78490      | Bazoches-sur-Guyonne         |
| 78053     | 78910      | Béhoust                      |
| 78057     | 78270      | Bennecourt                   |
| 78062     | 78650      | Beynes                       |
| 78068     | 78270      | Blaru                        |
| 78070     | 78930      | Boinville-en-Mantois         |
| 78071     | 78660      | Boinville-le-Gaillard        |
| 78072     | 78200      | Boinvilliers                 |
| 78073     | 78390      | Bois-d'Arcy                  |
| 78076     | 78910      | Boissets                     |
| 78077     | 78125      | La Boissière-École           |
| 78082     | 78200      | Boissy-Mauvoisin             |
| 78084     | 78490      | Boissy-sans-Avoir            |
| 78087     | 78830      | Bonnelles                    |
| 78089     | 78270      | Bonnières-sur-Seine          |
| 78090     | 78410      | Bouafle                      |
| 78092     | 78380      | Bougival                     |
| 78096     | 78113      | Bourdonné                    |
| 78104     | 78930      | Breuil-Bois-Robert           |
| 78107     | 78980      | Bréval                       |
| 78108     | 78610      | Les Bréviaires               |
| 78113     | 78440      | Brueil-en-Vexin              |
| 78117     | 78530      | Buc                          |
| 78118     | 78200      | Buchelay (CAM)               |
| 78120     | 78830      | Bullion                      |
| 78123     | 78955      | Carrières-sous-Poissy        |
| 78124     | 78420      | Carrières-sur-Seine          |
| 78125     | 78720      | La Celle-les-Bordes          |
| 78126     | 78170      | La Celle-Saint-Cloud         |
| 78128     | 78720      | Cernay-la-Ville              |
| 78133     | 78240      | Chambourcy                   |
| 78138     | 78570      | Chanteloup-les-Vignes        |
| 78140     | 78130      | Chapet                       |
| 78143     | 78117      | Châteaufort                  |
| 78146     | 78400      | Chatou                       |
| 78147     | 78270      | Chaufour-lès-Bonnières       |
| 78152     | 78450      | Chavenay                     |
| 78158     | 78150      | Le Chesnay                   |
| 78160     | 78460      | Chevreuse                    |
| 78162     | 78460      | Choisel                      |
| 78163     | 78910      | Civry-la-Forêt               |
| 78164     | 78120      | Clairefontaine-en-Yvelines   |
| 78165     | 78340      | Les Clayes-sous-Bois         |
| 78168     | 78310      | Coignières                   |
| 78171     | 78113      | Condé-sur-Vesgre             |
| 78172     | 78700      | Conflans-Sainte-Honorine     |
| 78185     | 78790      | Courgent                     |
| 78188     | 78270      | Cravent                      |
| 78189     | 78121      | Crespières                   |
| 78190     | 78290      | Croissy-sur-Seine            |
| 78192     | 78111      | Dammartin-en-Serve           |
| 78193     | 78720      | Dampierre-en-Yvelines        |
| 78194     | 78550      | Dannemarie                   |
| 78196     | 78810      | Davron                       |
| 78202     | 78440      | Drocourt                     |
| 78206     | 78920      | Ecquevilly                   |
| 78208     | 78990      | Élancourt (CAS)              |
| 78209     | 78125      | Émancé                       |
| 78217     | 78680      | Épône                        |
| 78220     | 78690      | Les Essarts-le-Roi           |
| 78224     | 78620      | L'Étang-la-Ville             |
| 78227     | 78740      | Évecquemont                  |
| 78230     | 78410      | La Falaise                   |
| 78231     | 78200      | Favrieux                     |
| 78233     | 78810      | Feucherolles                 |
| 78234     | 78200      | Flacourt                     |
| 78236     | 78910      | Flexanville                  |
| 78237     | 78790      | Flins-Neuve-Église           |
| 78238     | 78410      | Flins-sur-Seine              |
| 78239     | 78520      | Follainville-Dennemont       |
| 78242     | 78330      | Fontenay-le-Fleury           |
| 78245     | 78200      | Fontenay-Mauvoisin           |
| 78246     | 78440      | Fontenay-Saint-Père          |
| 78251     | 78112      | Fourqueux                    |
| 78255     | 78840      | Freneuse                     |
| 78261     | 78250      | Gaillon-sur-Montcient        |
| 78262     | 78490      | Galluis                      |
| 78263     | 78950      | Gambais                      |
| 78264     | 78490      | Gambaiseuil                  |
| 78265     | 78890      | Garancières                  |
| 78267     | 78440      | Gargenville                  |
| 78269     | 78125      | Gazeran                      |
| 78276     | 78270      | Gommecourt                   |
| 78278     | 78770      | Goupillières                 |
| 78281     | 78930      | Goussonville                 |
| 78283     | 78113      | Grandchamp                   |
| 78285     | 78550      | Gressey                      |
| 78289     | 78490      | Grosrouvre                   |
| 78290     | 78520      | Guernes                      |
| 78291     | 78930      | Guerville (CAM)              |
| 78296     | 78440      | Guitrancourt                 |
| 78297     | 78280      | Guyancourt (CAS)             |
| 78299     | 78250      | Hardricourt                  |
| 78300     | 78790      | Hargeville                   |
| 78302     | 78113      | La Hauteville                |
| 78305     | 78580      | Herbeville                   |
| 78307     | 78125      | Hermeray                     |
| 78310     | 78550      | Houdan                       |
| 78311     | 78800      | Houilles                     |
| 78314     | 78440      | Issou                        |
| 78317     | 78440      | Jambville                    |
| 78320     | 78270      | Jeufosse                     |
| 78321     | 78760      | Jouars-Pontchartrain         |
| 78322     | 78350      | Jouy-en-Josas                |
| 78324     | 78200      | Jouy-Mauvoisin               |
| 78325     | 78580      | Jumeauville                  |
| 78327     | 78820      | Juziers                      |
| 78329     | 78440      | Lainville-en-Vexin           |
| 78334     | 78320      | Lévis-Saint-Nom              |
| 78335     | 78520      | Limay                        |
| 78337     | 78270      | Limetz-Villez                |
| 78343     | 78350      | Les Loges-en-Josas           |
| 78344     | 78270      | Lommoye                      |
| 78346     | 78980      | Longnes                      |
| 78349     | 78730      | Longvilliers                 |
| 78350     | 78430      | Louveciennes                 |
| 78354     | 78200      | Magnanville (CAM)            |
| 78356     | 78114      | Magny-les-Hameaux (CAS)      |
| 78358     | 78600      | Maisons-Laffitte             |
| 78361     | 78200      | Mantes-la-Jolie (CAM)        |
| 78362     | 78200      | Mantes-la-Ville (CAM)        |
| 78364     | 78770      | Marcq                        |
| 78366     | 78490      | Mareil-le-Guyon              |
| 78367     | 78750      | Mareil-Marly                 |
| 78368     | 78124      | Mareil-sur-Mauldre           |
| 78372     | 78160      | Marly-le-Roi                 |
| 78380     | 78580      | Maule                        |
| 78381     | 78550      | Maulette                     |
| 78382     | 78780      | Maurecourt                   |
| 78383     | 78310      | Maurepas                     |
| 78384     | 78670      | Médan                        |
| 78385     | 78200      | Ménerville                   |
| 78389     | 78490      | Méré                         |
| 78391     | 78270      | Méricourt                    |
| 78396     | 78600      | Le Mesnil-le-Roi             |
| 78397     | 78320      | Le Mesnil-Saint-Denis        |
| 78398     | 78490      | Les Mesnuls                  |
| 78401     | 78250      | Meulan                       |
| 78402     | 78970      | Mézières-sur-Seine           |
| 78403     | 78250      | Mézy-sur-Seine               |
| 78404     | 78940      | Millemont                    |
| 78406     | 78470      | Milon-la-Chapelle            |
| 78407     | 78125      | Mittainville                 |
| 78410     | 78840      | Moisson                      |
| 78413     | 78980      | Mondreville                  |
| 78415     | 78124      | Montainville                 |
| 78416     | 78440      | Montalet-le-Bois             |
| 78417     | 78790      | Montchauvet                  |
| 78418     | 78360      | Montesson                    |
| 78420     | 78490      | Montfort-l'Amaury            |
| 78423     | 78180      | Montigny-le-Bretonneux (CAS) |
| 78431     | 78630      | Morainvilliers               |
| 78437     | 78270      | Mousseaux-sur-Seine          |
| 78439     | 78790      | Mulcent                      |
| 78440     | 78130      | Les Mureaux                  |
| 78442     | 78640      | Neauphle-le-Château          |
| 78443     | 78640      | Neauphle-le-Vieux            |
| 78444     | 78980      | Neauphlette                  |
| 78451     | 78410      | Nézel                        |
| 78455     | 78590      | Noisy-le-Roi                 |
| 78460     | 78250      | Oinville-sur-Montcient       |
| 78464     | 78125      | Orcemont                     |
| 78465     | 78910      | Orgerus                      |
| 78466     | 78630      | Orgeval                      |
| 78470     | 78125      | Orphin                       |
| 78472     | 78660      | Orsonville                   |
| 78474     | 78910      | Orvilliers                   |
| 78475     | 78910      | Osmoy                        |
| 78478     | 78660      | Paray-Douaville              |
| 78481     | 78230      | Le Pecq                      |
| 78484     | 78200      | Perdreauville                |
| 78486     | 78610      | Le Perray-en-Yvelines        |
| 78490     | 78370      | Plaisir                      |
| 78497     | 78125      | Poigny-la-Forêt              |
| 78498     | 78300      | Poissy                       |
| 78499     | 78730      | Ponthévrard                  |
| 78501     | 78440      | Porcheville (CAM)            |
| 78502     | 78560      | Le Port-Marly                |
| 78503     | 78270      | Port-Villez                  |
| 78506     | 78660      | Prunay-en-Yvelines           |
| 78505     | 78910      | Prunay-le-Temple             |
| 78513     | 78940      | La Queue-les-Yvelines        |
| 78516     | 78125      | Raizeux                      |
| 78517     | 78120      | Rambouillet                  |
| 78518     | 78590      | Rennemoulin                  |
| 78520     | 78550      | Richebourg                   |
| 78522     | 78730      | Rochefort-en-Yvelines        |
| 78524     | 78150      | Rocquencourt                 |
| 78528     | 78270      | Rolleboise (CAM)             |
| 78530     | 78790      | Rosay                        |
| 78531     | 78710      | Rosny-sur-Seine (CAM)        |
| 78536     | 78440      | Sailly                       |
| 78537     | 78730      | Saint-Arnoult-en-Yvelines    |
| 78545     | 78210      | Saint-Cyr-l'École            |
| 78569     | 78730      | Sainte-Mesme                 |
| 78548     | 78720      | Saint-Forget                 |
| 78550     | 78640      | Saint-Germain-de-la-Grange   |
| 78551     | 78100      | Saint-Germain-en-Laye        |
| 78557     | 78125      | Saint-Hilarion               |
| 78558     | 78980      | Saint-Illiers-la-Ville       |
| 78559     | 78980      | Saint-Illiers-le-Bois        |
| 78561     | 78470      | Saint-Lambert                |
| 78562     | 78610      | Saint-Léger-en-Yvelines      |
| 78564     | 78660      | Saint-Martin-de-Bréthencourt |
| 78565     | 78790      | Saint-Martin-des-Champs      |
| 78567     | 78520      | Saint-Martin-la-Garenne      |
| 78571     | 78860      | Saint-Nom-la-Bretèche        |
| 78575     | 78470      | Saint-Rémy-lès-Chevreuse     |
| 78576     | 78690      | Saint-Rémy-l'Honoré          |
| 78586     | 78500      | Sartrouville                 |
| 78588     | 78650      | Saulx-Marchais               |
| 78590     | 78720      | Senlisse                     |
| 78591     | 78790      | Septeuil                     |
| 78597     | 78200      | Soindres                     |
| 78601     | 78120      | Sonchamp                     |
| 78605     | 78910      | Tacoignières                 |
| 78606     | 78113      | Le Tartre-Gaudran            |
| 78608     | 78980      | Le Tertre-Saint-Denis        |
| 78609     | 78250      | Tessancourt-sur-Aubette      |
| 78615     | 78850      | Thiverval-Grignon            |
| 78616     | 78770      | Thoiry                       |
| 78618     | 78790      | Tilly                        |
| 78620     | 78117      | Toussus-le-Noble             |
| 78621     | 78190      | Trappes (CAS)                |
| 78623     | 78490      | Le Tremblay-sur-Mauldre      |
| 78624     | 78510      | Triel-sur-Seine              |
| 78638     | 78740      | Vaux-sur-Seine               |
| 78640     | 78140      | Vélizy-Villacoublay          |
| 78642     | 78480      | Verneuil-sur-Seine           |
| 78643     | 78540      | Vernouillet                  |
| 78644     | 78320      | La Verrière (CAS)            |
| 78646     | 78000      | Versailles                   |
| 78647     | 78930      | Vert                         |
| 78650     | 78110      | Le Vésinet                   |
| 78653     | 78490      | Vicq                         |
| 78655     | 78125      | Vieille-Église-en-Yvelines   |
| 78668     | 78270      | La Villeneuve-en-Chevrie     |
| 78672     | 78670      | Villennes-sur-Seine          |
| 78674     | 78450      | Villepreux                   |
| 78677     | 78930      | Villette                     |
| 78681     | 78770      | Villiers-le-Mahieu           |
| 78683     | 78640      | Villiers-Saint-Frédéric      |
| 78686     | 78220      | Viroflay                     |
| 78688     | 78960      | Voisins-le-Bretonneux (CAS)  |